# John McCone

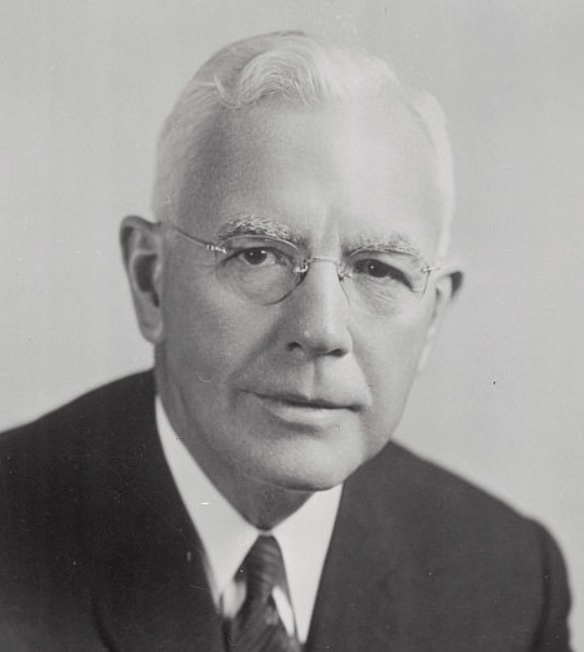
John McCone

John Alex McCone (* 4. Januar 1902 in San Francisco, Kalifornien; † 14. Februar 1991 in Pebble Beach, Kalifornien) war ein US-amerikanischer Regierungsbeamter und Direktor der Central Intelligence Agency.

## Biografie
McCone wurde 1947 von US-Präsident Harry S. Truman zum Mitglied der Luftwaffenkommission (Air Policy Commission) ernannt, ehe er 1948 Sonderassistent von Verteidigungsminister (Secretary of Defense) James V. Forrestal wurde. Anschließend war er von 1950 bis 1951 als Nachfolger von Arthur S. Barrows Unterstaatssekretär im Department of the Air Force und damit Vertreter des Luftwaffenstaatssekretärs Thomas K. Finletter.
1958 erfolgte durch US-Präsident Dwight D. Eisenhower seine Ernennung zum Vorsitzenden der Atomenergiekommission (U.S. Atomic Energy Commission). Während seiner bis 1961 dauernden Amtszeit war er Initiator des Programms Atoms for Peace und versuchte eine Einigung mit der Sowjetunion über einen Vertrag zum Verbot von Kernwaffentests zu erzielen.
Obwohl er selbst Mitglied der Republikanischen Partei war, wurde er im Anschluss 1961 vom neugewählten demokratischen Präsidenten John F. Kennedy als Nachfolger von Allen Welsh Dulles zum Direktor der Central Intelligence Agency (CIA) sowie zugleich zum Director of Central Intelligence ernannt. Als solcher war er nach der von seinem Vorgänger eingeleiteten fehlgeschlagenen Invasion in der Schweinebucht auf Kuba im April 1961 später als Mitglied des Executive Committee (EXCOMM) während der Kubakrise im Oktober 1962 einer der wichtigsten Berater von Präsident Kennedy. Dabei war er der Erste, der unerlässliche Informationen vorlegte, dass die Sowjetunion die Stationierung von Kernwaffen auf Kuba plante. Kurz danach wurde seine Prognose durch Luftbildaufnahmen von Lockheed U-2-Aufklärungsflugzeugen bestätigt. Dies führte zum Höhepunkt der Konfrontation zwischen der UdSSR und USA während der Kubakrise. In seine Amtszeit fiel 1963 auch die Gründung des National Intelligence Programs Evaluation Staff, der Vorgängerin des National Intelligence Resources Board (NIRB).
Das Amt des CIA-Direktors bekleidete er nach dem Attentat auf John F. Kennedy im November 1963 auch unter dessen Nachfolger Lyndon B. Johnson. Nachdem er im April 1965 durch William Raborn abgelöst worden war, ging er in die Privatwirtschaft. Später wurde er zu einem entschiedenen Gegner des Vietnamkrieges und bezeichnete diesen frühzeitig als nicht gewinnbar für die USA.
1987 wurde er mit der Presidential Medal of Freedom ausgezeichnet, neben der Congressional Gold Medal eine der beiden höchsten zivilen Auszeichnungen der Vereinigten Staaten.